# Ilam
Ilam (en kurd: Îlam, ئیلام), persa: ايلام; també romanitzat com Īlām i Elām) és una ciutat de l'Iran capital de la província d'Ilam. En el cens de 2006 tenia 155.289 habitants.
La serralada de muntanyes Kabir Kuh es troba a l'est de la ciutat. Per l'oest fa frontera amb Iraq. La majoria de la població la formen els kurds i el principal idioma de la ciutat és el kurd. La ciutat es troba a 1.319 m d'altitud i a la latitud 33° 38´ nord i longitud 46° 26´ est. El seu clima és molt contrastat entre l'hivern fred (mitjana de 4,4 °C al gener) i l'estiu molt càlid (mitjana de juliol 28,5 °C). La pluviometria anual és de 644 litres però pràcticament no plou en els mesos de juny a setembre